# Chondrite de type LL
Les chondrites ordinaires de type LL sont un type de météorite chondritique. Elles constituent le groupe le plus rare des chondrites ordinaires, représentant 10 à 11 % des chondrites ordinaires et 8 à 9 % de l'ensemble des météorites cataloguées. On pense que les chondrites ordinaires proviennent de trois astéroïdes corps parents, dont les fragments ont formé respectivement les groupes des chondrites de type H,  de type L et de type LL. La météorite qui a produit le météore de Tcheliabinsk est une chondrite de type LL.

## Étymologie
LL est l'abréviation de l'anglais low (total) iron, low metal, soit une faible teneur en fer total et en fer métallique.

## Composition chimique
Elles contiennent 19 à 22 % de fer total et seulement 0,3 à 3 % de fer métallique. Cela signifie que la majeure partie du fer est présente sous forme d'oxyde de fer (FeO) dans les silicates ; l'olivine contient 26 à 32 mol% de fayalite (Fa). Les minéraux les plus abondants sont l'hypersthène (un pyroxène) et l'olivine. Les autres minéraux présents sont l'alliage fer-nickel, la troïlite (FeS), le feldspath ou du verre feldspathique, la chromite et des phosphates.

### Articles liés
- Chondrite
  - Chondrite ordinaire
    - Chondrite de type H
    - Chondrite de type L

  - Chondrite carbonée
- Classification des météorites
- Glossaire des météorites